# Municipio de San Juan Teitipac
El municipio de San Juan Teitipac (del náhuatl: tetl, itl ‘piedra, encima’‘Encima de la piedra’) es uno de los 570 municipios que conforman al estado mexicano de Oaxaca. Pertenece al distrito de Tlacolula, dentro de la Región valles centrales. Su cabecera es la localidad de San Juan Teitipac.

## Historia
El pueblo fue fundado cerca del año 1100 por el pueblo zapoteco bajo el nombre de Zetobaa, el cual significa «el otro sepulcro», esto para distinguirlo de Mitla —cuyo nombre significa «Lugar de muertos»—. También fue bautizado como Quehuiquijezáá, cuyo significado es «Palacio de piedra» debido a que fue edificado sobre una gran piedra, igualmente significa «Cátedra de enseñanza» en referencia al uso que se le dio al lugar.

## Geografía
El municipio abarca 41.46 km² y se encuentra a una altitud promedio de 1600 m s. n. m., oscilando entre 2600 y 1600 m s. n. m.
Colinda al norte con San Sebastián Teitipac y Santa Cruz Papalutla, al este con Magdalena Teitipac, al sur con San Miguel Tilquiápam y Santo Tomás Jalieza y al oeste con San Sebastián Teitipac y Santo Tomás Jalieza.

### Fisiografía
El municipio pertenece por completo a la subprovincia de las Sierras y Valles de Oaxaca, dentro de la provincia de la Sierra Madre del Sur. El 55% de su territorio lo abarca el sistema de topoformas de la Sierra baja compleja, 35% lo abarca la llanura aluvial con lomerío de piso rocoso y el 10% restante es parte de la sierra de cumbres tendidas.

### Hidrografía
San Juan Teitipac se encuentra en la subcuenca del río Atoyac-Oaxaca de Juárez, dentro de la cuenca del río Atoyac, parte de la región hidrológica de la Costa Chica-Río Verde. Su territorio es irrigado por el río Tlacolula, afluente del río Atoyac.

## Clima
El clima de San Juan Teitipac es semiseco semicálido en dos tercios de su territorio, semicálido subhúmedo con lluvias en verano en un cuarto de su territorio y templado subhúmedo con lluvias en verano en la región restante. El rango de temperatura promedio es de 14 a 20 grados celcius, el promedio mínimo es de 4 a 5 grados y el promedio máximo de 28 a 30 grados. El rango de precipitación es de 600 a 800 mm, con meses de lluvias de noviembre a mayo.

## Demografía
De acuerdo al último censo, realizado por el INEGI en 2010, en el municipio habitan 2565 personas, repartidas entre 3 localidades. Del total de habitantes de San Juan Teitipac, 395 dominan alguna lengua indígena.

### Grado de marginación
De acuerdo a los estudios realizados por la Secretaría de Desarrollo Social en 2010, el 42% de la población del municipio vive en condiciones de pobreza extrema. El grado de marginación de San Juan Teitipac es clasificado como Alto.

## Política
El municipio se rige mediante el sistema de usos y costumbres, eligiendo gobernantes cada tres años de acuerdo a un método establecido por las tradiciones de sus antepasados.